# Espoleta

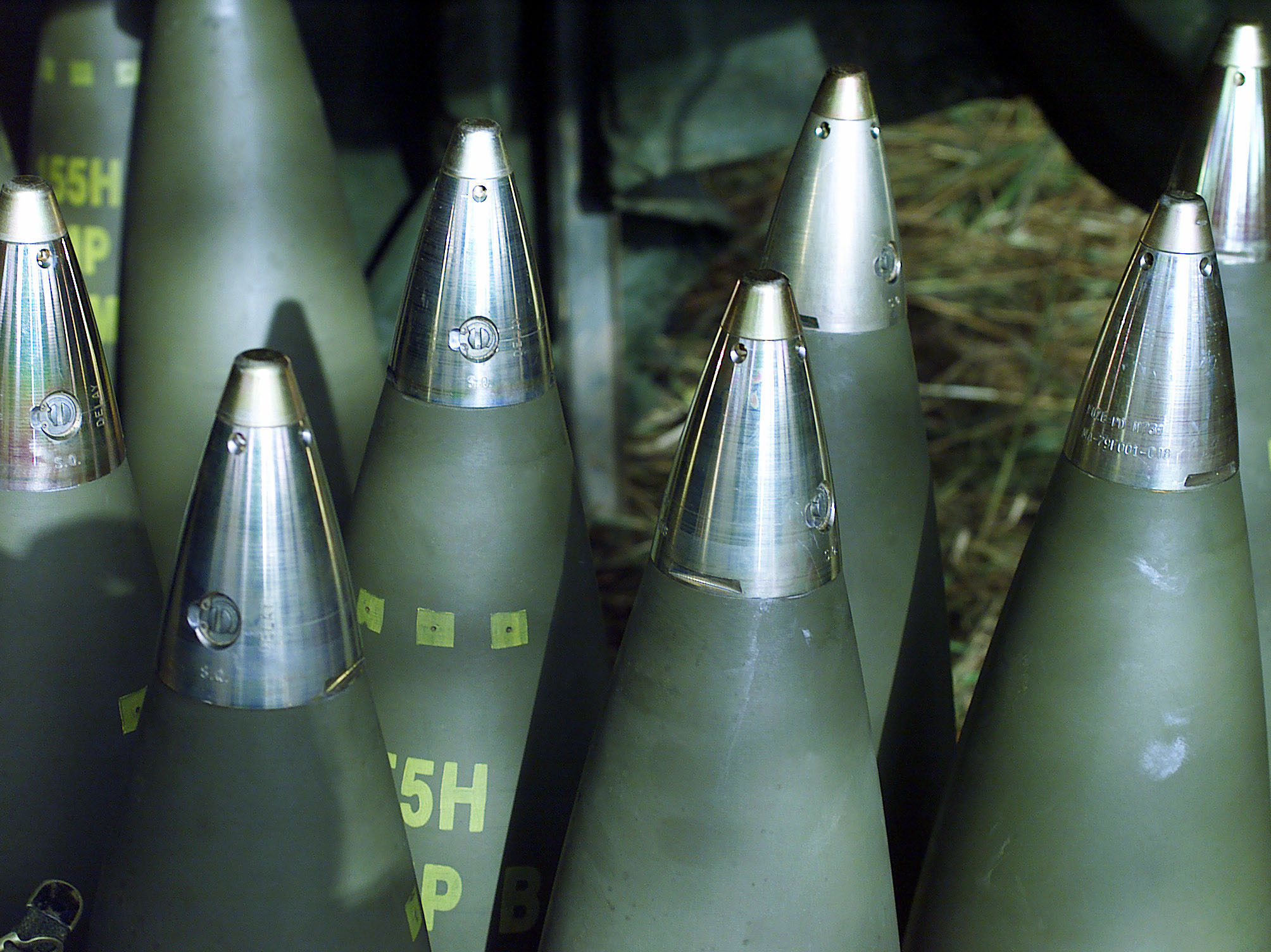
Espoletas en proyectiles de 155mm.

En la terminología militar, y en sentido estricto, se denomina espoleta al dispositivo integrado en un proyectil que inicia la detonación de su carga después de ser disparado. Más genéricamente se utiliza para designar a cualquier aparato que sirva de detonador. 
Las espoletas están presentes en muchos tipos de proyectiles, como granadas, cohetes, misiles o torpedos; existiendo varios tipos en función del objetivo: de percusión, proximidad, retardadas o por control remoto. Por lo general, y por razones de seguridad, las espoletas permanecen almacenadas separadas del proyectil y solo se ensamblan momentos antes de su uso.

## Historia
Antiguamente, la espoleta era un cañoncito o tubo de madera de haya o de fresno de un diámetro más ancho por uno de sus extremos, que se llamaba cabeza, cargado con mixtos combustibles, que se introducía a mazo en la boquilla o taladro de las bombas y granadas, para hacer que estos proyectiles estallaran en los parajes a donde se lanzaban. El mixto se encendía con el fuego del disparo del mortero u obús y era lento en su combustión, para que aquellos no reventaran en el aire ni fuera de tiempo.